# Mansoa alliacea
Mansoa alliacea (Engels: garlic vine) is een plantensoort uit de trompetboomfamilie (Bignoniaceae). Het is groenblijvende klimplant met een struikachtig karakter die talrijke houtachtige stengels uit de wortels doet voortkomen. Deze stengels kunnen 2 tot 3 meter lang worden. De stengels hechten zich aan andere planten door middel van ranken.
De soort komt voor op de Kleine Antillen en in tropisch Zuid-Amerika. Hij groeit daar in tropische regenwouden.
De bladeren en stengels hebben een kenmerkende knoflooksmaak en -geur. Daarom worden ze gebruikt als smaakmaker of specerij door toe te voegen aan gezouten maaltijden. Daarnaast worden verbrande stengels en bladeren gebruikt als wierook, insectenwerend middel en om vleermuizen te verjagen. Bij de inheemse bewoners van het Amazonegebied wordt de plant gebruikt bij de behandeling van verschillende aandoeningen.